# Ernst Johann Biron
Ernst Johann Biron, italianizzato in Ernesto Giovanni Biron (in tedesco Ernest Johann von Biron o più propriamente Ernest Johann Biren; in lettone: Ernests Johans Bīrons; in russo Эрнст Иоганн Бирон?; Kalnciems, 3 dicembre 1690 – Jelgava, 28 dicembre 1772), fu duca di Curlandia.

## Biografia

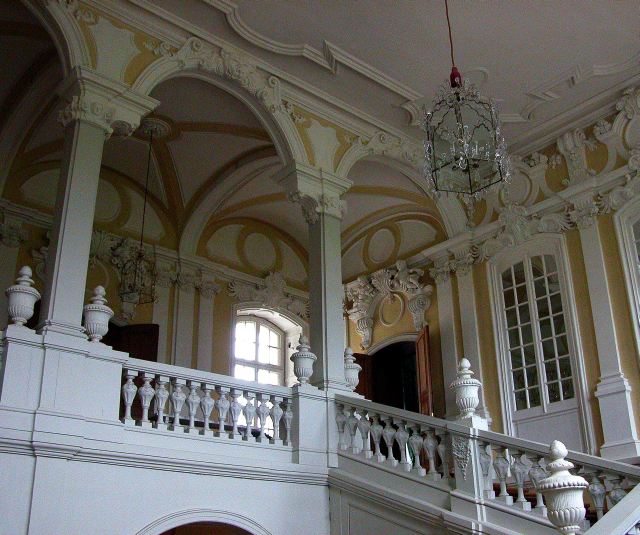
La residenza di Biron a Ruhenthal (Rundāle), Lettonia.

Ernst Johann Biron era nipote di un parente di Giacomo Kettler, duca di Curlandia, che conferì al padre di Biron un piccolo dipartimento vassallo. L'unica educazione che Ernst Johann ricevette fu quella impartitagli dall'Accademia di Königsberg, dalla quale venne espulso per condotta bellicosa. Nel 1714 si recò in Russia in cerca di fortuna, e senza successo tentò di smuovere la scialba corte della Principessa Carlotta Cristina di Brunswick-Wolfenbüttel, consorte dello zarevic Aleksej Petrovič Romanov. Ritornato a Mitau, egli riuscì a riottenere posizione a corte grazie a sua sorella, fidanzata del ministro reggente Peter Bestuzhev, il quale aveva intrattenuto relazioni amorose anche con Anna Ivanovna. Durante l'assenza di Bestuzhev lo soppiantò nei favori verso Anna e lo fece cadere in disgrazia, bandendo sia lui che la sua famiglia e facendoli confinare in Siberia.
All'ascesa di Anna al trono russo nel 1730, Biron si recò a Mosca dove ricevette molti onori e ricchezze. All'incoronazione di Anna (19 maggio 1730) egli venne nominato Gran Ciambellano, Conte dell'Impero, e in questa occasione adottò le armi della casata francese dei Biron, e gli venne garantito uno stipendio di 50.000 corone annue.
Presto, egli si rese inviso a tutti i russi, di tutte le estrazioni sociali; in realtà questo odio era dovuto alla cattiva immagine che ne procuravano i suoi vice, che agivano per suo conto. Durante gli ultimi anni di regno di Anna, Biron aumentò di molto il proprio potere e la propria ricchezza. I suoi appartamenti a palazzo superavano in bellezza quelli dell'imperatrice stessa e i suoi vestiti e tutti i suoi oggetti erano i più costosi a corte.
La sua posizione elevata gli fu di grande aiuto quando, all'estinzione della linea dei Kettler, gli stati di Curlandia, nel giugno 1737, lo elessero a Duca successore. Egli era infatti molto più odiato in Curlandia che in Russia, ma la volontà dell'Imperatrice costituiva la legge per quella terra, e grandi somme di denaro pervennero alla Curlandia in azioni da prelevare ad Amsterdam per convincere velocemente gli elettori. Sul letto di morte, Anna lo designò reggente per il piccolo Ivan, futuro Zar di Russia. Alla fine, il 26 ottobre 1740, un accordo venne raggiunto con il voto di 194 dignitari che, nel nome della nazione russa, conferivano la reggenza a Biron.
La reggenza di Biron durò esattamente ventidue giorni. Alla mezzanotte del 19 novembre 1740 venne sorpreso mentre tentava di uccidere un suo vecchio rivale, il Feldmaresciallo Burkhard Christoph von Münnich. La commissione di giustizia convocata per il caso decise di condannarlo (11 aprile 1741) a morte per squartamento, ma questa sentenza venne commutata per clemenza della nuova reggente, Anna Leopol'dovna, madre di Ivan VI, al confino a vita a Pelym in Siberia. Tutte le vaste proprietà dei Biron vennero confiscate, incluse le sue ricchezze e i suoi diamanti che raggiungevano un valore spropositato.
Per ventidue anni l'ex reggente scomparve dalla storia di Russia. Egli riemerse per poco nel 1762, quando il filo-prussiano Pietro III di Russia lo richiamò a corte. Egli era ormai troppo vecchio perché potesse nuocere a qualcuno e perciò, la nuova Zarina, Caterina II di Russia lo ristabilì nel 1763 nella reggenza del suo ducato, dove in seguito gli successe il figlio Pietro. Egli morì nel suo palazzo, progettato da Bartolomeo Rastrelli, a Mitau, la capitale del Ducato di Curlandia, il 28 dicembre 1772.
Ernst Johann Biron è il protagonista del romanzo di Edgardo Franzosini Il mangiatore di carta, SugarCo (1989) e Sellerio (2017).

## Matrimonio e figli
Ernst Johann Biron sposò a Mitau, il 25 febbraio 1723, Benigna Gottlieb von Trotha, Baronessa di Treyden (1703-1782), dalla quale ebbe i seguenti eredi:
- Pietro (1724-1800), Duca di Curlandia e Sagan, sposò

la principessa Carolina di Waldeck e Pyrmont
la principessa Eudoxia Yusupova
la contessa Dorotea di Medem
- Edvige Elisabetta (1727-1793), sposò

il barone Aleksander Tscherkassov
- Carlo Ernesto (1728-1801), sposò

Apollonia Lodzia-Poninska